# Murabitun-Miliz (Libanon)

Flagge mit Logo der libanesischen Murabitun-Bewegung

Das arabische al-Murabitun (französisch Mouvement des Nasséristes Indépendants Al-Mourabitoun, arabisch المرابطون, DMG al-murābiṭūn) bedeutet „die Männer des Ribat“ und bezeichnet die nasseristische Murabitun-Partei, die während der Bürgerkriege im Libanon (1958; 1975–1990) hauptsächlich in Beirut besonders stark vertreten war.

## Geschichte
1958 als Miliz gegründet, wurde sie während der Libanonkrise 1958 in Kämpfen mit der Armee Präsident Camille Chamouns und den zu dessen Unterstützung gelandeten US-Truppen zunächst geschlagen und war weitgehend bedeutungslos geworden. 
Während des Bürgerkriegs im Libanon (1975–1991) war sie verbündet mit der Libanesischen Patriotischen Bewegung unter Führung von Kamal Dschumblat, dann seinem Sohn Walid und der drusischen PSP. Murabitun-Milizionäre kämpften auch in Sidon, Tripoli und Tyrus. 
Die heftigsten Kämpfe bestritt die Miliz 1976 gegen die Phalange und 1982 gegen die Israelis, die Beirut vom 14. Juni bis zum 21. August 1982 belagerten.
1985 wurde sie von einer Koalition aus Amal-Miliz, PSP und Kommunisten vernichtend geschlagen und war seitdem zumindest in der Hauptstadt bedeutungslos. 1985 noch zählte sie unter ihrem Gründer und Kommandeur Ibrahim Qoleilat 5.000 Mann (laut eigenen Angaben 7.000 Mann sowie 13.000 Reservisten) und kämpfte von Sidon aus zusammen mit der PLO gegen die christliche Südlibanesische Armee, die mit Israel verbündet war. 
Im Jahr 2005 rückte diese Miliz dann wieder ins Rampenlicht, da bei einigen ihrer Veteranen massive Vorräte an Waffen aufgefunden wurden.